# La televisión
La Televisión fue un programa investigativo que se transmite desde el 4 de marzo de 1990 en Ecuador, con sede en Quito por la señal de Teleamazonas (hasta 1998), la señal de Ecuavisa (desde el 19 de julio de 1998 hasta el 10 de junio de 2012) y la señal de Gamavisión (desde el 24 de junio de 2012 hasta el 27 de diciembre de 2015). Fue conducido desde sus inicios por Freddy Ehlers y en su última etapa fue conducido por sus hijos, Fernando y Carolina Ehlers.

## Historia
La Televisión fue transmitida por primera vez el domingo 4 de marzo de 1990 a las 19:30. Fue emitido por la señal de Teleamazonas con sede en la ciudad de Quito.
Entre 1990 y 2007 su conductor fue Freddy Ehlers, periodista. En 1996, Freddy Ehlers fue candidato a la presidencia, por lo que tuvo que abandonar el programa después de 6 años como conductor de La TV. No llegó a la presidencia. Su reemplazo temporal fue su hijo Fernando Ehlers, quien permaneció poco tiempo. El programa pasó por varios conductores, teniendo poco éxito. Poco después Freddy regresó al programa. 
El 27 de diciembre de 2015 se transmitió el último programa de La TV en los estudios de Gamavisión, el invitado especial fue Freddy Ehlers que durante 2 décadas hizo su trabajo como creador, productor y director de la TV. La TV finalizó su primer ciclo con 13 temporadas.